# کفشک قطبی
کفشک قطبی (نام علمی: Liopsetta glacialis) نام یک گونه از تیره کفشک‌ماهیان راست‌روی است.